# Sistema semipresidencialista

Els sistemes semipresidencialistes es mostren en groc

El sistema semipresidencialista, semipresidencialisme, democràcia semipresidencialista o república semipresidencial, és un sistema d'organització política parlamentària en què el primer ministre i el president són participants actius de les funcions diàries del govern.

## Definició
La primera referència al sistema semipresidencialista es remunta a l'article publicat per Hubert Beuve-Méry l'any 1959 al diari Le Monde el dia en què el president de Gaulle entrà a l'Elisi.
La definició clàssica feta per Maurice Duverger se sintetitza en tres elements. El primer un president electe per vot popular; el segon és el fet que el president té una considerable autoritat constitucional; i el tercer és l'existència d'un primer ministre i un govern els quals resten subjectes a la confiança de la majoria de l'assemblea.
La idea més moderna pivota sobre la dualitat entesa com la coexistència d'un president elegit de forma directa i un primer ministre i un govern que poden ser destituïts pel parlament. Lligat amb l'anterior també es caracteritza per la interdependència entre l'executiu i la Cambra de Representants. Això és que el govern (generalment amb l'aprovació del president) pot dissoldre la cambra i la cambra reté el dret de retirar la confiança al govern. D'aquesta manera, a diferència de la idea clàssica no es considera necessari que el president tingui un cert poder o autoritat.
Amb tot, el semipresidencialisme dfereix del sistema parlamentari atès que el president és elegit per vot popular i no és només una figura representativa cerimonial. No obstant això, alguns autors argumenten que l'elecció popular del cap de l'estat no s'ha de considerar com un criteri necessari del semipresidencialisme. Així doncs, un element central per distingir entre sistemes semipresidencials i parlamentaris seria el fet que el president té poders importants en l'àmbit executiu.
Per altra banda, difereix del sistema presidencialista atès que existeix el concepte de primer ministre, el qual té responsabilitats davant de la branca legislativa del govern. En aquest sentit, es tracta d'un sistema dominat pel principi de balanços entre tres òrgans: el cap d'estat, el govern i el parlament.

### Altres definicions
Giovanni Sartori proposa els següents criteris que ha de satisfer un sistema semipresidencialista:
1. El cap d'estat (president) és elegit popularment, directament o indirectament, per un període determinat
2. El cap d'estat comparteix el poder executiu amb el primer ministre:
  1. El president és independent del Parlament però no està autoritzat per a l'administració exclusiva o directa del poder executiu. Així doncs, la voluntat del President s'ha de complir a través del Govern.
  2. El primer ministre i el govern són independents del president però depenen del Parlament: són objecte de la confiança o desconfiança del Parlament. És a dir, necessiten el suport de la majoria parlamentària en tot cas.
  3. El sistema executiu dual del sistema semipresidencial permet l'establiment de diferents equilibris en el poder executiu i l'alternança de la superioritat del poder.

## Tipus
Hom pot distingir dos tipus de sistemes semipresidencialistes:
- Sistema presidencial-parlamentari: En aquest sistema el president té més poder que la resta d'òrgans. El president escull el govern i a la vegeda reté la possibilitat de cessar-lo. D'aquesta manera, és un sistema que a la pràctica és molt similar al presidencialisme si bé la diferència rau en el fet que el parlament també conserva la possibilitat de destuïr el govern. Alguns estats que utilitzen aquest sistema són Moçambic,[18][19][20] Àustria,[20][21] i el Perú.[20][22] Històricament també es va utiltzar a Ucraïna (1996-2005; i 2010-2014),[23][24][25] Gèorgia (2004/2010-2018),[26][27] i Alemanya (República de Weimar).[28]
- Sistema presidencial de primer ministre: En aquest sistema el parlament i el primer ministre tenen més poder que el president. La posició inferior de poder del president es reflecteix en el fet que el president escull el primer ministre el qual lidera el govern, però la potestat de destitució del govern roman exclusivament a la majoria de l'assemblea. En aquest sentit, la confiança del govern no rau en el president sinó en el parlament. Alguns països que utilizen aquest sistema són Polònia,[20][29] Haití,[20][29] i França,.[20][30] També va ésser el sistema utilitzat al Kirguizstan (2010-2020).[31]

En síntesi, la diferència entre ambdós sistemes rau en la responsabilitat i confiança del govern i del primer ministre. En el presidencial-parlamentari és doble, és a dir, el govern i el primer ministre són responsables davant el president i el parlament. D'altra banda en el sistema presidencial de primer ministre la responsabilitat és única i rau exclusivament en el parlament.

## Exemples
Els poders el president i el primer ministre es divideixen de manera diferent en cada país que utilitza aquesta forma d'organització política. Per exemple, a França, el president n'és responsable dels afers estrangers mentre que el primer ministre n'és responsable dels afers nacionals. En aquest cas, però, la divisió de poders entre el primer ministre i el president no s'esmenta a la constitució, sinó que ha evolucionat com a convenció política.
Per contra, a Finlàndia, el sistema polític del qual emula el sistema francès, la divisió de poders és clarament expressada a la constitució (capítol 8, secció 93): «les polítiques estrangeres són encapçalades pel president en cooperació amb el gabinet».
D'altres nacions amb sistemes semipresidencialistes són:
- Algèria,[36]
- Azerbaidjan,[37]
- Cap Verd,[38]
- Egipte,[10]
- Mongòlia,[39]
- Namíbia,[40]
- Pakistan (fins al 2010),[41]
- Portugal,[42]
- Romania,[43]
- Rússia,[44]
- Sri Lanka,[45]
- Taiwan,[46]

Hi ha estats com Àustria i Islàndia en que segons les seves constitucions, atorguen fins i tot més poders als presidents. No obstant això, els presidents, per tradició, no els utilitzen, i funcionen de facto com a sistemes parlamentaris. Un altre cas és el d'Irlanda, el qual es troba tradicionalment dins de la categoria semipresidencialista, però el president té de iure pocs poders. Per tant, es pot enmarcar dins del grup de països on el president és escollit directament però té un poder feble i on a la pràctica assumeix un paper cerimonial i de cap d'estat.
En aquest sentit, autors com Giovanni Sartori i Juan José Linz suggereixen que Àustria, Islàndia i Irlanda no poden ser considerats com a estats semipresidencialistes pel simple fet que el president sigui escollit popularment. En conseqüència, s'acosten més a sistemes parlamentaris.
Alguns estats en procés de democratització aposten per aquest sistema en temps de transició democràtica. En gran part, la raó rau en el fet que les condicions polítiques poden no ser encara prou madures sobretot si les estructures dels partits polítics són febles i els partits tenen poca experiència amb la cultura electoral i la democràcia parlamentària. Un exemple podria ser el cas de Moldàvia (1994-2000) i d'altres països de l'antiga Unió Soviètica.

## Cohabitació
Els sistemes semipresidencialistes poden tenir períodes de cohabitació, en què el primer ministre i president són elegits de manera separada i de partits rivals. Això permet la creació d'un sistema efectiu de verificació i balanç, comú al sistema presidencialista. No obstant això, també pot crear una forta tensió política entre els dos partits en el poder.
Per exemple, en la Cinquena República francesa hi ha hagut tres períodes de cohabitació (1986-1988; 1993-1995 i 1997-2002). Tanmateix, d'ençà la reforma constitucional de l'article 6 l'any 2000, el mandat presidencial passà de 7 a 5 anys. Així doncs, el risc de cohabitació a França s'ha reduït considerablement i ha afavorit alhora una renovació més freqüent de l'oficina presidencial.

## Avantatges i desavantatges
D'entre els avantatges del sistema semipresidencialista en destaquen els següents:
- Permet al parlament destuïr el primer ministre, sobretot si el primer ministre i el president no treballen de forma cooperativa.
- Divisió del treball entre el primer ministre i el president que pot ajudar a reduir la quantitat de burocràcia.
- Pot permetre millors oportunitats de resoldre conflictes que sota un règim parlamentari, sobretot si en aquest darrer està dominat per un partit.[70]

Dels inconvenients:
- És un sistema que tendeix a afavorir el president en lloc del primer ministre
- Pot dur a la confusió sobre qui és responsable de què.
- Pot dur a un procés legislatiu ineficaç i ineficient.

## Crítiques
Alguns autors apunten que els sistemes semipresidencialistes, en relació amb els sitemes presidencials o parlamentaris, sovint generen problemes de doble legitimitat i de bloqueig polític sovint generats arran de la cohabitació, el que pot provocar que es redueixi la confiança en el govern i el parlament.
A més a més, alguns autors assenyalen que els sistemes semipresidencials semblen estar lligats amb estats menys lliures que els sistemes presidencials o parlamentaris. D'aquesta manera, sembla que donen una major oportunitat pel sorgiment de règims autoritaris. No obstant això, hi ha autors que semblen desmentir aquesta tendència. En aquest sentit, els sistemes semipresidencials semblen demostrar una resistència a la ruptura democràtica comparat amb els règims parlamentaris. Per tant, es trenca la relació entre la forma de govern i la probablitat d'esdevenir règims dictatorials. Fins i tot, hi ha autors que defensen el sistema semi-presidencial com a forma de govern el qual pot evitar el retorn a sistemes presidencials dictatorials i coadjuvar a consolidar la democràcia.